# Agrij
Agrij (in ungherese Felsőegregy) è un comune della Romania di 1 410 abitanti, ubicato nel distretto di Sălaj, nella regione storica della Transilvania.
Il comune è formato dall'unione di 2 villaggi: Agrij e Răstolțu Deșert.